# Kiss from a Rose
Kiss from a Rose ist ein Lied des britischen Sängers Seal, das erstmals im Juli 1994 in Großbritannien als Single auf Seals zweitem Album Seal veröffentlicht wurde. In den Vereinigten Staaten erschien es am 6. Juni 1995. Der Song ist außerdem auf dem Soundtrack der 1995 erschienenen Comicverfilmung Batman Forever enthalten.

## Hintergrund
Seal sang den Song live unter anderem zusammen mit Mary J. Blige bei einem Konzert 1997 im Wembley-Stadion.
Das Lied ist außerdem Teil der Auditions im Animationsfilm Sing aus dem Jahr 2016.

## Rezeption

### Preise
Bei den 38. Grammy Awards 1996 wurde die Ballade in drei Kategorien als Record of the Year, Song of the Year und Best Male Pop Vocal Performance ausgezeichnet.

### Chartplatzierungen
Am 26. August 1995 erreichte Kiss from a Rose Platz eins der Billboard Hot 100 in den Vereinigten Staaten. Ebenso erreichte die Single Platz eins der australischen Charts sowie der Adult Contemporary, US Adult Top 40 und Billboard Mainstream Top 40 in den Vereinigten Staaten. Beste Platzierung in Deutschland war Platz elf, in Österreich Platz drei und in der Schweiz Platz sieben.
| ChartsChartplatzierungen       | Höchstplatzierung | Wochen |
| ------------------------------ | ----------------- | ------ |
| Deutschland (GfK)              | 11 (25 Wo.)       | 25     |
| Österreich (Ö3)                | 3 (12 Wo.)        | 12     |
| Schweiz (IFPI)                 | 7 (16 Wo.)        | 16     |
| Vereinigte Staaten (Billboard) | 1 (36 Wo.)        | 36     |
| Vereinigtes Königreich (OCC)   | 4 (26 Wo.)        | 26     |

| ChartsJahrescharts (1995)      | Platzierung |
| ------------------------------ | ----------- |
| Deutschland (GfK)              | 66          |
| Österreich (Ö3)                | 39          |
| Schweiz (IFPI)                 | 47          |
| Vereinigte Staaten (Billboard) | 4           |

### Auszeichnungen für Musikverkäufe
| Land/Region                  | Auszeichnungen für Musikverkäufe (Land/Region, Auszeichnung, Verkäufe) | Verkäufe  |
| ---------------------------- | ---------------------------------------------------------------------- | --------- |
| Australien (ARIA)            | Platin                                                                 | 70.000    |
| Dänemark (IFPI)              | Platin                                                                 | 90.000    |
| Frankreich (SNEP)            | Silber                                                                 | 125.000   |
| Neuseeland (RMNZ)            | 2× Platin                                                              | 60.000    |
| Norwegen (IFPI)              | Gold                                                                   | 10.000    |
| Spanien (Promusicae)         | Gold                                                                   | 30.000    |
| Vereinigte Staaten (RIAA)    | Gold (Physisch) · + Gold (Digital)                                     | 1.000.000 |
| Vereinigtes Königreich (BPI) | 2× Platin                                                              | 1.200.000 |
| Insgesamt                    | 1× Silber · 4× Gold · 6× Platin ·                                      | 2.585.000 |

Hauptartikel: Seal/Auszeichnungen für Musikverkäufe

## Coverversionen
Coverversionen des Lieds existieren unter anderem von Straight No Chaser, 12 Stones, Becca Stevens, John Williams, Hank Marvin, Pentatonix, Katherine Jenkins, The King’s Singers, Gregorian, Victoria Tolstoy und Northern Kings.